# 佐比内村
佐比内村（さひないむら）は、昭和30年（1955年）まで岩手県紫波郡にあった村。現在の紫波町佐比内にあたる。

## 沿革
- 明治22年（1889年）4月1日 - 町村制施行にともない、旧来の佐比内村単独で村制施行。
- 昭和30年（1955年）1月1日 - 日詰町・赤石村・赤沢村・志和村・長岡村・彦部村・古館村・水分村と合併し、紫波町となる。

## 行政

### 歴代村長
| 代 | 氏名         | 就任                       | 退任                       | 備考 |
| -- | ------------ | -------------------------- | -------------------------- | ---- |
| 1  | 堀切又七     | 明治22年（1889年）5月13日  | 明治30年（1897年）8月17日  |      |
| 2  | 畠山長治郎   | 明治30年（1897年）8月24日  | 明治30年（1897年）11月11日 |      |
| 3  | 堀切礼八     | 明治30年（1897年）11月19日 | 明治34年（1901年）3月21日  |      |
| 4  | 川村直人     | 明治34年（1901年）4月1日   | 明治40年（1907年）2月19日  |      |
| 5  | 佐々木仁太郎 | 明治40年（1907年）3月25日  | 明治40年（1907年）8月11日  |      |
| 6  | 高橋米蔵     | 明治40年（1907年）10月29日 | 明治42年（1909年）3月30日  |      |
| 7  | 柏原庄太     | 明治42年（1909年）4月22日  | 大正6年（1917年）4月30日   |      |
| 8  | 高橋亀治     | 大正6年（1917年）5月23日   | 大正14年（1925年）5月22日  |      |
| 9  | 阿部与次郎   | 大正14年（1925年）5月23日  | 昭和7年（1932年）1月20日   |      |
| 10 | 佐々木善治   | 昭和7年（1932年）1月28日   | 昭和20年（1945年）4月15日  |      |
| 11 | 高橋昌一     | 昭和20年（1945年）6月11日  | 昭和21年（1946年）10月18日 |      |
| 12 | 藤原喜市郎   | 昭和22年（1947年）4月15日  | 昭和23年（1948年）10月10日 |      |
| 13 | 舘藤市英     | 昭和23年（1948年）12月16日 | 昭和27年（1952年）12月15日 |      |
| 14 | 堀切一三     | 昭和27年（1952年）12月16日 | 昭和30年（1955年）3月31日  |      |